# Toghrul II
Tuğrul, Toghril o Toghrul II al-Dawla wa l-Din (1109 - tardor de 1134) fou sultà seljúcida fill del sultà Muhàmmad ibn Màlik-Xah i germà de Mahmud II ibn Muhàmmad ibn Màlik-Xah (1118 -1131). El seu pare li va assignar com a atabeg a l'emir Shirgir i (senyor de Zanjan i Ahar) li va concedir en feu una part del Djibal amb Saveh, Qazvín, Abhar, Zandjan i altres.
A la mort del seu pare, l'atabeg Shirgir fou fet presoner i el seu lloc fou ocupat per l'emir Kundoghdi (amb Zanjan i Ahar) que no es va entendre amb el sultà Mahmud II; se li va concedir un feu consistent en Sava (Sawa), Qazvin, Zanjan, Daylam i Gilan. El 1120 el seu atabek el va arrossegar en la seva revolta contra Mahmud. L'atabeg Kundoghi va morir el desembre de 1121 i encara que Toghrul tenia el suport de Shirgir i del senyor de Maragha, Ahmadil, la revolta fou liquidada i el març del 1122 es va sotmetre a Mahmud.
Toghrul va fer amb el sultà la desgraciada campanya de Geòrgia de 1127; llavors va morir el seu atabeg i les relacions amb el seu germà van empitjorar. Es va deixar convèncer pel mazyàdida Dubays ibn Sàdaqa que es podia apoderar fàcilment de la província de l'Iraq Arabí i acabar amb el califat i el sultanat. La campanya però va fracassar i va haver de fugir amb Dubays ca la cort de Sandjar. Aquest va negociar amb Mahmud II a Rayy (1128). El 1131 a la mort de Mahmud II i el va succeir el seu fill Daud I ibn Mahmud però de manera provisional, ja que havia de ser confirmat pel degà de la família, Sandjar.
Llavors el seu oncle Sandjar el va imposar al tron, al lloc del seu nebot Daud I ibn Mahmud i del seu germà Masud ibn Muhammad que també havia reclamat el tron i havia iniciat la lluita al front de tropes importants que li donaven suport. Masud fou derrotat per Sandjar a la batalla de Dinawar (1132) i reenviat al seu feu de Gandja i Togrul instal·lat com a sultà (1132) governant l'Azerbaidjan iranià i el Jibal. Sandjar es va retirar cap a l'est.
Toghrul va derrotar els partidaris de Daud I que es va retirar cap a Bagdad. Allí se li va reunir Masud. Fou aquest que va aconseguir ser anomenat sultà pel califa abbàssida el gener de 1133, mentre Daud I era designat com a successor; va esclatar la guerra en la qual Toghrul fou derrotat el maig del 1133, i es va retirar cap al Tabaristan en territori del ispahbad on va passar l'hivern del 1133-1134. La primavera següent va reprendre la lluita i va ocupar Hamadan. Va aguantar en lluita fins a la seva mort l'octubre-novembre de 1134 a causa d'una malaltia intestinal.
La seva vídua Mumina Khatun es va casar amb l'atabeg Ildeguiz que després va governar de fet per compte del fill de Toghrull II, Muizz al-Din Arslan Shah ibn Toghrul.